# Grønlund
Grønlund är en tätort i Gjerdrums kommun i Akershus fylke i sydöstra Norge. Det ursprungliga Grønlund ligger cirka två kilometer väster om kommunens centralort Ask. Sedan 2013 är orterna sammanvuxna till en och samma tätort, med namnet Grønlund.